# Чикагский государственный университет
Чикагский государственный университет (англ. Chicago State University, сокр. CSU) — американский государственный университет в Чикаго, штат Иллинойс.

## История и деятельность
В 1867 году преимущественно по инициативе Джона Эберхарта (John F. Eberhart), уполномоченного по школам округа Кук была основана Нормальная школа округа Кук (Cook County Normal School). Школа была открыта в марте этого же года в городе Блю-Айленд на временной основе, её первым директором стал Дэниел Вентворт (Daniel S. Wentworth). Школа на постоянной основе открылась в 1869 году в Энглвуде, который в то время был далеко за окраиной Чикаго. После смерти Вентворта в 1883 году, его сменил полковник Фрэнсис Вейланд Паркер — пионер школьного движения в США. Паркер был новатором в области образования, который помог разработать философию прогрессивного образования, решительно изменившую американское школьное образование.
К 1890-м годам округ Кук был не в состоянии обеспечить необходимую поддержку своей школе. И в 1897 году Чикагский совет по образованию взял на себя ответственность за школу, которая с этого момента называлась Чикагской нормальной школой (Chicago Normal School). Директорами школы последовательно были: Уильям Харпер и Арнольд Томпкинс, который характеризовался своей инновационной педагогической практикой и приверженностью расширения возможностей образования для малообеспеченных слоев общества.
Томпкинса сменила Элла Янг, педагог-новатор. После её ухода с поста директора, в 1909 году руководить Чикагской нормальной школой стал Уильям Оуэн (William Bishop Owen). В 1913 году школа была переименована в Чикагский нормальный колледж (Chicago Normal College) с более высокими стандартами приема, а к его кампусу постепенно добавлялось несколько новых зданий. В 1926 году колледж перешел на трехлетнюю учебную программу, в которой больше внимания уделялось традиционным академическим предметам, а не педагогике. Учебное заведение становилось все более привлекательным для общин иммигрантов Чикаго, которые могли получить недорогое предварительное образование перед поступлением в университет. В 1929 году, с началом Великой депрессии, острая нехватка бюджета вынудила колледж свернуть свою деятельность и едва не привела к его закрытию.
В 1938 году колледж снова сменил название, на Чикагский педагогический колледж (Chicago Teachers College), чтобы отразить недавнее принятие четырёхлетней учебной программы. У его президента — Джона Бартки (John A. Bartky) были амбициозные планы по активизации обучения за счет новой приверженности гуманитарным наукам и удвоения времени, посвященного практическому обучению. Кроме того, впервые в учебном заведении была предложена степень магистра образования. Однако реформы Бартки были прерваны начавшейся Второй мировой войной. Сам Джон Бартки поступил на службу в военно-морской флот в 1942 году и больше в колледж не вернулся. После войны колледжем руководил Рэймонд Мак Кук (Raymond Mack Cook ), лавным достижением которого было то, что он убедил штат Иллинойс взять на себя финансирование колледжа.
После окончания войны колледж стали посещать все больше афроамериканских студентов — к 1950-м годам почти 30 % студентов были черными. В эти годы в других частях города открылись три филиала Чикагского педагогического колледжа, которые в конечном итоге стали Северо-восточным университетом Иллинойса. В эти годы Чикагский педагогический колледж и его филиалы обучили большинство студентов, которые стали учителями системы Чикагских государственных школ. В 1965 году стараниями Рэймонда Кука государство полностью взяло на себя ответственность за колледж.
Как только штат Иллинойс взял на себя управление учебным заведением, количество студентов и предлагаемые программы стали активно расширяться. Учебное заведение претерпело ещё две смены названия: Чикагский государственный колледж (Chicago State College) в 1967 году и Чикагский государственный университет в 1971 году — это название сохранилось по настоящее время. На смену президенту Милтону Бёрду (Milton Byrd) пришел Бенджамин Александер (Benjamin Alexander) — первый афроамериканский руководитель университета. Под его руководством вуз впервые в своей истории получил полную 10-летнюю аккредитацию. Пришедшая на смену Александера в 1990 году Долорес Кросс (первая женщина-президент Чикагского государственного университета) смогла существенно увеличить число учащихся в университете.
Элнора Дэниэл (Elnora Daniel) стала президентом университета в 1998 году и работала над увеличением федерального и государственного финансирования, а также над созданием новых учебных программ. В 2008 году она ушла в отставку из-за обвинения в неоправданных тратах бюджетных средств на личные цели. 29 апреля 2009 года Попечительский совет назначил новым президентом вышедшего на пенсию ректора городских колледжей Чикаго — Уэйна Уотсона (Wayne Watson). Под его руководством Уотсона университет сохранил и расширил свою аккредитацию.
В октябре 2015 года попечительский совет университета единогласно проголосовал за избрание Томаса Калхуна (Thomas J. Calhoun), ранее работавшего в Университете Северной Алабамы, на смену Уотсону на посту президента. Кэлхун пришёл с обещанием стабилизировать финансы вуза, а также улучшить количество учащихся и выпускников. Однако общее состояние университета только ухудшалось. В 2016 году совет университета проголосовал за принятие отставки президента Кэлхуна — всего через девять месяцев после его вступления в должность — назначил Сесил Люси (Cecil Lucy), вице-президента университета, его временным президентом.
Летом 2018 года попечительский совет единогласно проголосовал за Залдвайнаку Скотт (Zaldwaynaka Scott) в качестве 12-го постоянного президента Чикагского государственного университета, которая вступила в должность 1 июля 2018 года.
В 2020 году US News & World Report поставила Чикагский государственный университет на 117—153 места в рейтинге региональных университетов Среднего Запада.
Помимо School of Graduate and Professional Studies, в состав университета входят следующие колледжи:
- Honors College
- College of Arts and Sciences
- College of Business
- College of Education
- College of Health Sciences
- College of Pharmacy